# Брајан Ино
Брајан Питер Џорџ Сент Џон ле Баптист де ла Сале Ино (енгл. Brian Peter George St John le Baptiste de la Salle Eno, првобитно крштен Брајан Питер Џорџ Ино (енгл. Brian Peter George Eno; 15. мај 1948, Вудбриџ) енглески је музичар, композитор, продуцент, певач, писац и ликовни уметник.
Познат је по свом пионирском раду у рок, поп, амбијенталној и електронској музици. Сматра се за једног од најутицајнијих и иновативних фигура у популарној музици и да је отац амбијенталне музике. Он за себе сматра да је „не-музичар”.
Рођен у Сафоку, Ино је студирао сликарство и експерименталну музику у уметичкој школи касних 1960-их. Године 1971, придружио се глам рок групи Рокси мјузик као клавијатуриста. Напустио је групу након изласка другог албума 1973, да би започео снимање бројних соло албума, доприносећи амбијенталној музици са радовима попут Another Green World (1975), Discreet Music (1975), Music for Airports (1978). Често је сарађивао са уметницима као што су Роберт Фрип, Харолд Бад, Кластер, Дејвид Боуи на његовој „Берлин трилогији”, и Дејвид Бирн на албуму My Life in the Bush of Ghosts. Током 1970-их, Ино је започео паралелну каријеру као продуцент. 
У следећим деценијама, Ино је наставио соло каријеру, сарађивање и продуцирање за остале уметнике, укључујући Ју-ту, Колдплеј, Лори Андерсон, Грејс Џоунс и Шоудајв.